# Phryxe selecta
Phryxe selecta là một loài ruồi trong họ Tachinidae.